# Grand Prix Włoch 1951
Grand Prix Włoch 1951 (oryg. Gran Premio d'Italia) – 7. runda Mistrzostw Świata Formuły 1 w sezonie 1951, która odbyła się 16 września 1951 po raz drugi na torze Autodromo Nazionale Monza.
22. Grand Prix Włoch, drugie zaliczane do Mistrzostw Świata Formuły 1.

## Lista startowa
Na niebieskim tle kierowcy, który wycofali się przed treningiem.
| Nr      | Kierowca                       | Zespół                            | Samochód            | Silnik                    | Opony |
| ------- | ------------------------------ | --------------------------------- | ------------------- | ------------------------- | ----- |
| 2       | Alberto Ascari                 | Ferrari                           | Ferrari 375         | Ferrari Type 375 4.5L V12 | P     |
| 4       | Luigi Villoresi                | Ferrari                           | Ferrari 375         | Ferrari Type 375 4.5L V12 | P     |
| 6       | José Froilán González          | Ferrari                           | Ferrari 375         | Ferrari Type 375 4.5L V12 | P     |
| 8       | Piero Taruffi                  | Ferrari                           | Ferrari 375         | Ferrari Type 375 4.5L V12 | P     |
| 10      | Gianni Marzotto                | Ferrari                           | Ferrari 375         | Ferrari Type 375 4.5L V12 | P     |
| 12      | Chico Landi                    | Francisco Landi (prywatnie)       | Ferrari 375         | Ferrari Type 375 4.5L V12 | P     |
| 14      | Rudi Fischer                   | Ecurie Espadon                    | Ferrari 212         | Ferrari Type 375 4.5L V12 | P     |
| 16      | Peter Whitehead                | Peter Whitehead (prywatnie)       | Ferrari 125         | Ferrari 125 F1 1.5L V12   | P     |
| 18      | Louis Rosier                   | Ecurie Rosier                     | Talbot-Lago T26C-DA | Talbot 23CV 4.5L 6C       | D     |
| 20      | Louis Chiron                   | Ecurie Rosier                     | Talbot-Lago T26C    | Talbot 23CV 4.5L 6C       | D     |
| 22      | Pierre Levegh                  | Pierre Levegh (prywatnie)         | Talbot-Lago T26C    | Talbot 23CV 4.5L 6C       | D     |
| 24      | Yves Giraud-Cabantous          | Yves Giraud-Cabantous (prywatnie) | Talbot-Lago T26C    | Talbot 23CV 4.5L 6C       | D     |
| 26      | Johnny Claes                   | Ecurie Belge                      | Talbot-Lago T26C-DA | Talbot 23CV 4.5L 6C       | D     |
| 28      | Jacques Swaters                | Ecurie Belgique                   | Talbot-Lago T26C    | Talbot 23CV 4.5L 6C       | D     |
| 30      | Reg Parnell                    | BRM                               | BRM P15             | BRM 15 1.5L V16           | D     |
| 32      | Ken Richardson                 | BRM                               | BRM P15             | BRM 15 1.5L V16           | D     |
| 34      | Giuseppe Farina                | Alfa Romeo                        | Alfa Romeo 159      | Alfa Romeo 1.5L 8C        | P     |
| 36      | Emmanuel de Graffenried        | Alfa Romeo                        | Alfa Romeo 159      | Alfa Romeo 1.5L 8C        | P     |
| 38      | Juan Manuel Fangio             | Alfa Romeo                        | Alfa Romeo 159      | Alfa Romeo 1.5L 8C        | P     |
| 40      | Felice Bonetto                 | Alfa Romeo                        | Alfa Romeo 159      | Alfa Romeo 1.5L 8C        | P     |
| 44      | Franco Rol                     | O.S.C.A.                          | OSCA 4500G          | O.S.C.A. 4.5L V12         | P     |
| 46      | Robert Manzon                  | Equipe Gordini                    | Simca-Gordini T15   | Simca-Gordini 15C 1.5L 4C | E     |
| 48      | André Simon                    | Equipe Gordini                    | Simca-Gordini T15   | Simca-Gordini 15C 1.5L 4C | E     |
| 50      | Maurice Trintignant Jean Behra | Equipe Gordini                    | Simca-Gordini T15   | Simca-Gordini 15C 1.5L 4C | E     |
| Źródła: |                                |                                   |                     |                           |       |

Uwagi
1. ↑  Numerem 32 miał pojechać Hans Stuck, lecz finalnie nie pojechał w kwalifikacjach ani podczas wyścigu.
2. ↑  Numerem 36 miał pojechać Consalvo Sanesi, lecz na skutek kontuzji zastąpił go Emmanuel de Graffenried.
3. ↑  Maurice Trintignant pojechał w kwalifikacjach, lecz na skutek choroby w wyścigu potajemnie zastąpił go Jean Behra.

## Wyniki

### Kwalifikacje
Źródło: racing-reference.info
| P  | Nr | Kierowca                | Konstruktor(-silnik) | Opony | Czas       | Odstęp | Strata |
| -- | -- | ----------------------- | -------------------- | ----- | ---------- | ------ | ------ |
| 1  | 38 | Juan Manuel Fangio      | Alfa Romeo           | P     | 1:53,2     | -      | -      |
| 2  | 34 | Giuseppe Farina         | Alfa Romeo           | P     | 1:53,9     | +0,7   | +0,7   |
| 3  | 2  | Alberto Ascari          | Ferrari              | P     | 1:55,1     | +1,2   | +1,9   |
| 4  | 6  | José Froilán González   | Ferrari              | P     | 1:55,9     | +0,8   | +2,7   |
| 5  | 4  | Luigi Villoresi         | Ferrari              | P     | 1:57,9     | +2,0   | +4,7   |
| 6  | 8  | Piero Taruffi           | Ferrari              | P     | 1:58,2     | +0,3   | +5,0   |
| 7  | 40 | Felice Bonetto          | Alfa Romeo           | P     | 1:58,3     | +0,1   | +5,1   |
| 8  | 30 | Reg Parnell             | BRM                  | D     | 2:02,2     | +3,9   | +9,0   |
| 9  | 36 | Emmanuel de Graffenried | Alfa Romeo           | P     | 2:05,2     | +3,0   | +12,0  |
| 10 | 32 | Ken Richardson          | BRM                  | D     | 2:05,6     | +0,4   | +12,4  |
| 11 | 48 | André Simon             | Simca-Gordini        | E     | 2:08,0     | +2,4   | +14,8  |
| 12 | 50 | Maurice Trintignant     | Simca-Gordini        | E     | 2:08,9     | +0,9   | +15,7  |
| 13 | 46 | Robert Manzon           | Simca-Gordini        | E     | 2:09,0     | +0,1   | +15,8  |
| 14 | 24 | Yves Giraud-Cabantous   | Talbot-Lago          | D     | 2:09,3     | +0,3   | +16,1  |
| 15 | 18 | Louis Rosier            | Talbot-Lago          | D     | 2:10,8     | +1,5   | +17,6  |
| 16 | 12 | Chico Landi             | Ferrari              | P     | 2:11,2     | +0,4   | +18,0  |
| 17 | 20 | Louis Chiron            | Talbot-Lago          | D     | 2:12,1     | +0,9   | +18,9  |
| 18 | 44 | Franco Rol              | O.S.C.A.             | P     | 2:13,4     | +1,3   | +20,2  |
| 19 | 16 | Peter Whitehead         | Ferrari              | P     | 2:16,2     | +2,8   | +23,0  |
| 20 | 22 | Pierre Levegh           | Talbot-Lago          | D     | 2:16,5     | +0,3   | +23,3  |
| 21 | 26 | Johnny Claes            | Talbot-Lago          | D     | 2:18,6     | +2,1   | +25,4  |
| 22 | 28 | Jacques Swaters         | Talbot-Lago          | D     | 2:18,8     | +0,2   | +25,6  |
| 23 | 32 | Hans Stuck              | BRM                  | D     | brak czasu |        |        |
| 24 | 14 | Rudi Fischer            | Ferrari              | P     | brak czasu |        |        |
| P  | Nr | Kierowca                | Konstruktor(-silnik) | Opony | Czas       | Odstęp | Strata |

### Wyścig
Źródła: 
| P                                                     | + / – | Nr | Kierowca                       | Konstruktor   | Opony | Okr.  | Czas / Strata | Komentarz               |
| ----------------------------------------------------- | ----- | -- | ------------------------------ | ------------- | ----- | ----- | ------------- | ----------------------- |
| 1                                                     | 2     | 2  | Alberto Ascari                 | Ferrari       | P     | 80    | 2h42m39,3     |                         |
| 2                                                     | 2     | 6  | José Froilán González          | Ferrari       | P     | 80    | +0:44,6       |                         |
| 3                                                     | 4     | 40 | Felice Bonetto Giuseppe Farina | Alfa Romeo    | P     | 29 50 | +1 okr.       | [ a ]                   |
| 4                                                     | 1     | 4  | Luigi Villoresi                | Ferrari       | P     | 79    | +1 okr.       |                         |
| 5                                                     | 1     | 8  | Piero Taruffi                  | Ferrari       | P     | 78    | +2 okr.       |                         |
| 6                                                     | 5     | 48 | André Simon                    | Simca-Gordini | E     | 74    | +6 okr.       |                         |
| 7                                                     | 8     | 18 | Louis Rosier                   | Talbot-Lago   | D     | 73    | +7 okr.       |                         |
| 8                                                     | 6     | 24 | Yves Giraud-Cabantous          | Talbot-Lago   | D     | 72    | +8 okr.       |                         |
| 9                                                     | 9     | 44 | Franco Rol                     | O.S.C.A.      | P     | 67    | +13 okr.      |                         |
| Niesklasyfikowani                                     |       |    |                                |               |       |       |               |                         |
|                                                       |       | 38 | Juan Manuel Fangio             | Alfa Romeo    | P     | 39    | +41 okr.      | silnik                  |
|                                                       |       | 50 | Jean Behra                     | Simca-Gordini | E     | 29    | +51 okr.      | silnik                  |
|                                                       |       | 46 | Robert Manzon                  | Simca-Gordini | E     | 29    | +51 okr.      | silnik                  |
|                                                       |       | 20 | Louis Chiron                   | Talbot-Lago   | D     | 23    | +57 okr.      | zapłon                  |
|                                                       |       | 22 | Pierre Levegh                  | Talbot-Lago   | D     | 9     | +71 okr.      | silnik                  |
|                                                       |       | 28 | Jacques Swaters                | Talbot-Lago   | D     | 7     | +73 okr.      | przegrzanie             |
|                                                       |       | 34 | Giuseppe Farina                | Alfa Romeo    | P     | 6     | +74 okr.      | silnik                  |
|                                                       |       | 26 | Johnny Claes                   | Talbot-Lago   | D     | 4     | +76 okr.      | pompa olejowa           |
|                                                       |       | 36 | Emmanuel de Graffenried        | Alfa Romeo    | P     | 1     | +79 okr.      | kompresor               |
|                                                       |       | 16 | Peter Whitehead                | Ferrari       | P     | 1     | +79 okr.      | iskrownik               |
|                                                       |       | 12 | Chico Landi                    | Ferrari       | P     | 0     | +80 okr.      | zawieszenie             |
| Nie wystartowali / niedopuszczeni do ponownego startu |       |    |                                |               |       |       |               |                         |
|                                                       |       | 30 | Reg Parnell                    | BRM           | D     | 0     |               | silnik                  |
|                                                       |       | 32 | Ken Richardson                 | BRM           | D     | 0     |               | problemy z licencją     |
|                                                       |       | 32 | Hans Stuck                     | BRM           | D     | 0     |               | silnik                  |
|                                                       |       | 14 | Rudi Fischer                   | Ferrari       | P     | 0     |               | wypadek przed wyścigiem |
|                                                       |       | 10 | Gianni Marzotto                | Ferrari       | P     | 0     |               | niesprawny samochód     |
|                                                       |       | 36 | Consalvo Sanesi                | Alfa Romeo    | P     | 0     |               | kontuzja                |
|                                                       |       | 50 | Maurice Trintignant            | Simca-Gordini | E     | 0     |               | choroba                 |
| P                                                     | + / – | Nr | Kierowca                       | Konstruktor   | Opony | Okr.  | Czas / Strata | Komentarz               |

Uwagi
1. ↑  Bolid współdzielony.
2. 1 2  Jean Behra potajemnie zastąpił chorego Maurice Trintignanta. Szef ekipy Amédée Gordini nie poinformował o tym organizatorów, gdyż zwiększyłoby to opłaty startowe.

### Najszybsze okrążenie
Źródło: statsf1.com
| Nr | Kierowca        | Konstruktor | Czas   | Okr. |
| -- | --------------- | ----------- | ------ | ---- |
| 40 | Giuseppe Farina | Alfa Romeo  | 1:56,5 | 64   |

### Prowadzenie w wyścigu
Źródło: statsf1.com
| Nr                              | Kierowca           | Konstruktor | Okrążenia  | Suma |
| ------------------------------- | ------------------ | ----------- | ---------- | ---- |
| 2                               | Alberto Ascari     | Ferrari     | 4-7, 14-80 | 71   |
| 38                              | Juan Manuel Fangio | Alfa Romeo  | 1-3, 8-13  | 9    |
| \| Wykres \| \| ------ \| \| \| |                    |             |            |      |
| Wykres                          |                    |             |            |      |
|                                 |                    |             |            |      |

## Klasyfikacja po wyścigu
Pierwsza piątka otrzymywała punkty według klucza 8-6-4-3-2, 1 punkt przyznawany był dla kierowcy, który wykonał najszybsze okrążenie w wyścigu. Klasyfikacja konstruktorów została wprowadzona w 1958 roku. Liczone było tylko 4 najlepsze wyścigi danego kierowcy.
Uwzględniono tylko kierowców, którzy zdobyli jakiekolwiek punkty
| P  | +/− | Kierowca                | Starty | Punkty  | P1 | P2 | P3 | PP | NO | NS |
| -- | --- | ----------------------- | ------ | ------- | -- | -- | -- | -- | -- | -- |
| 1  | 0   | Juan Manuel Fangio      | 6      | 27 (28) | 2  | 2  | –  | 4  | 4  | 1  |
| 2  | 0   | Alberto Ascari          | 6      | 25      | 2  | 2  | –  | 1  | –  | 1  |
| 3  | 0   | José Froilán González   | 5      | 21      | 1  | 2  | 1  | 1  | –  | 1  |
| 4  | 0   | Giuseppe Farina         | 6      | 17 (18) | 1  | –  | 2  | –  | 2  | 2  |
| 5  | 0   | Luigi Villoresi         | 6      | 15 (18) | –  | –  | 3  | –  | –  | 1  |
| 6  | +1  | Piero Taruffi           | 5      | 10      | –  | 1  | –  | –  | –  | 1  |
| 7  | −1  | Lee Wallard             | 1      | 9       | 1  | –  | –  | –  | 1  | –  |
| 8  | 0   | Mike Nazaruk            | 1      | 6       | –  | 1  | –  | –  | –  | –  |
| 9  | +2  | Felice Bonetto          | 3      | 5       | –  | –  | 1  | –  | –  | 1  |
| 10 | −1  | Reg Parnell             | 2      | 5       | –  | –  | –  | –  | –  | –  |
| 11 | −1  | Luigi Fagioli           | 1      | 4       | 1  | –  | –  | –  | –  | –  |
| 12 | −1  | Consalvo Sanesi         | 4      | 3       | –  | –  | –  | –  | –  | 1  |
| =  | −1  | Louis Rosier            | 6      | 3       | –  | –  | –  | –  | –  | 1  |
| =  | −1  | Andy Linden             | 1      | 3       | –  | –  | –  | –  | –  | –  |
| 15 | 0   | Manny Ayulo             | 1      | 2       | –  | –  | 1  | –  | –  | –  |
| =  | 0   | Jack McGrath            | 1      | 2       | –  | –  | 1  | –  | –  | –  |
| 17 | 0   | Yves Giraud-Cabantous   | 5      | 2       | –  | –  | –  | –  | –  | 2  |
| =  | 0   | Emmanuel de Graffenried | 4      | 2       | –  | –  | –  | –  | –  | 3  |
| =  | 0   | Bobby Ball              | 1      | 2       | –  | –  | –  | –  | –  | –  |
| P  | +/− | Kierowca                | Starty | Punkty  | P1 | P2 | P3 | PP | NO | NS |